# Языковая семья

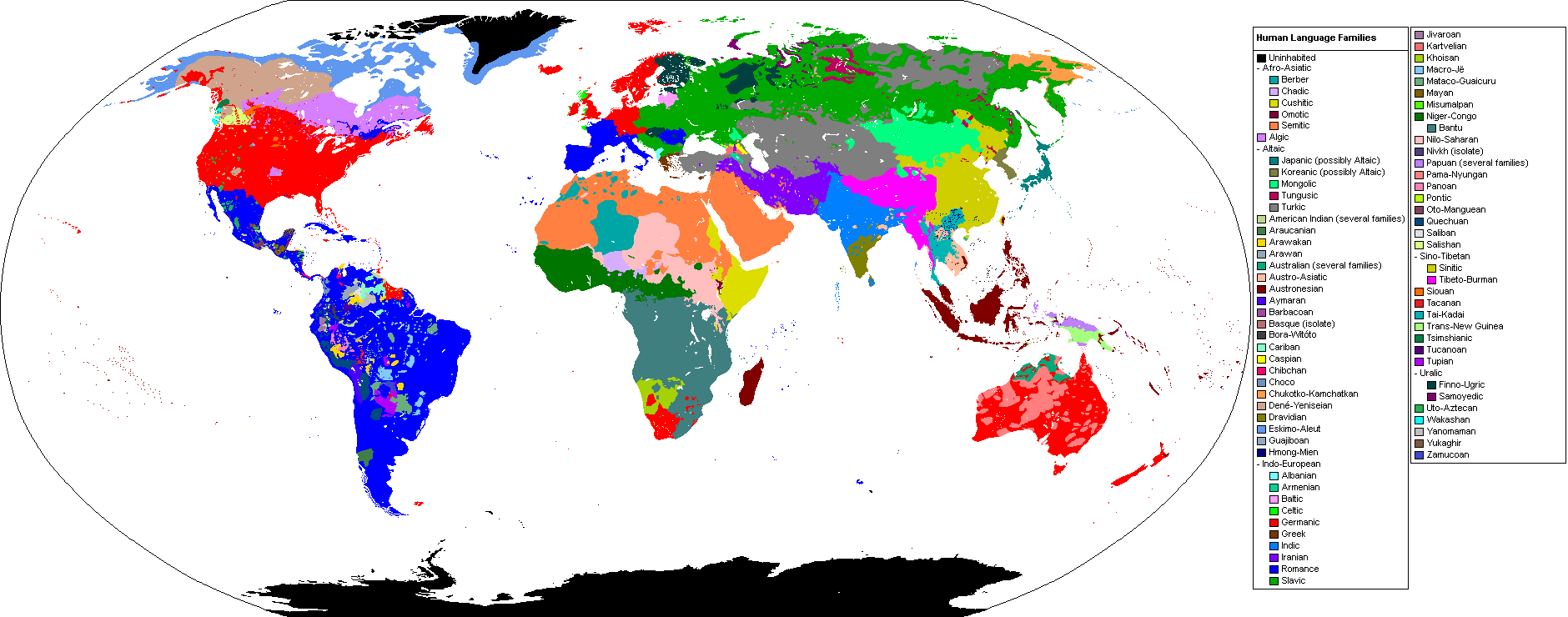
Языковые семьи на карте мира

Языковая семья представляет собой группу языков, связанных через языковое родство с общим наследственным языком или, как его также называют, родительским языком, в лингвистике называемого праязыком (протоязыком) этой семьи. Термин «семья» отражает древовидную модель происхождения языка в диахронической лингвистике, которая использует метафору, сравнивающую языки с людьми в биологическом, генеалогическом или филогенетическом древе. Поэтому лингвисты описывают дочерние языки в языковой семье как генетически связанные. Разделение и распределение языков по группам, семьям и прочему изучает языковая систематика.
Согласно данным справочника Ethnologue, по состоянию на 2024 год лингвистам известен 7151 живой человеческий язык, которые относятся к 142 различным языковым семьям. Под термином «живой язык» понимается язык, используемый в качестве основной формы общения группы людей. Также есть много мертвых и вымерших языков, кроме того, есть некоторое число языков, которые пока недостаточно хорошо изучены, чтобы быть классифицированными в ту или иную языковую семью, и возможно даже несколько языков неизвестных за пределами окружающих их языковых сообществ.
Членство языков в языковой семье устанавливается сравнительно-историческим языкознанием. Говорят, что родственные языки имеют «генетические» или «генеалогические» отношения. Последнее понятие старше. Носители языковой семьи принадлежат к общему языковому сообществу. Расхождение праязыка в дочерние языки обычно происходит через географическое разделение, при этом первоначальное языковое сообщество постепенно превращается в отдельные языковые единицы. Лица, принадлежащие к другим языковым сообществам, также могут перенимать языки из другой языковой семьи в процессе языковой ассимиляции.
В генетически связанных языках присутствуют общие сохранения правил, слова; то есть особенности праязыка (или отголоски таких особенностей), которые нельзя объяснить случайностью или заимствованием (конвергенцией). Членство в ветви или группе в языковой семье определяется общими нововведениями, то есть общими чертами тех языков, которые не встречаются у общего предка всей семьи. Например, германские языки являются «германскими» в том смысле, что они имеют словарный запас и грамматические особенности, которые, как считается, не присутствовали в праиндоевропейском языке. Эти функции языка, как полагают, являются инновациями, которые имели место в прагерманском языке, потомке праиндоевропейского языка, который был источником для всех германских языков.

## Структура

Наиболее крупные языковые группы на карте мира

Языковые семейства можно разделить на более мелкие филогенетические единицы, условно называемые ветвями семейства, поскольку история языкового семейства часто представляется в виде древовидной диаграммы. Семья — это монофилетическая единица; все её члены происходят от общего предка, и все засвидетельствованные потомки этого предка включены в семью (таким образом, термин «семья» аналогичен биологическому термину «клада»).
Некоторые таксономисты ограничивают термин семья определёнными критериями, но нет единого мнения относительно того, как это сделать. Те, кто делает это, также подразделяют ветви на группы, а группы на комплексы. Семейство высшего уровня (то есть самое большое) часто называют типом. Чем ближе ветви друг к другу, тем ближе будут языки. Это означает, что если ответвление от праязыка находится на 4 ветви, и есть также родственный язык для этой четвёртой ветви, то два родственных языка более тесно связаны друг с другом, чем с этим общим праязыком предков.
Термины макросемейство или суперсемейство иногда применяются к предлагаемым группировкам языковых семейств, чей статус филогенетических единиц обычно считается необоснованным принятыми историческими лингвистическими методами. Например, кельтские, германские, славянские, и индоиранские языковые семьи являются ветвями большой индоевропейской языковой семьи. Существует утверждение, которое было проверено статистически: языки, встречающиеся в предполагаемом филогенетическом древе человеческих языков, в значительной степени передаются от праязыка (по вертикали), а не путём пространственного распространения (по горизонтали).